# Deltocyathus heteroclitus
Deltocyathus heteroclitus is een rifkoralensoort uit de familie van de Deltocyathidae. De wetenschappelijke naam van de soort is voor het eerst geldig gepubliceerd in 1984 door Wells.